# イオンタウン宇多津
イオンタウン宇多津 (イオンタウンうたづ) は香川県綾歌郡宇多津町に所在するショッピングセンターである。
以前同所に存在した宇多津ビブレ (うたづビブレ) についても説明する。

## 概要
宇多津ビブレ閉店から3か月後の2014年5月、イオングループが後継として複合商業施設を計画していることが明らかになった。映画館以外の建物を解体し、イオンタウンが中心となって、スーパーマーケットを核とした複合型商業施設とすること、映画館は地元にも配慮して復活させる見込みであることが報じられた。
この方針に基づき、宇多津ビブレの建物は2015年 (平成27年) 3月時点で映画館部分を残して解体された。キーとなるスーパーとして香川県発祥でイオン傘下のマルナカが入ること、ケーズデンキなどのテナントが入居する見込みであることが2015年3月に報じられた。
同年9月15日にイオンタウンは、「イオンタウン宇多津」として10月24日にオープンすることを正式に発表。発表の中で、専門店に県内企業が22社あること、かつての特産品である「宇多津の塩」を生かした飲食店を開設することなど、地域密着を目指した店舗であることをうたっている。
10月24日に予定通りオープンし、イオンシネマ宇多津も再オープンした。
イオンタウンにシネマコンプレックスが入居するのはイオンタウン守谷（イオンシネマ守谷が入居）以来、全国で2ヶ所目となる。

## テナント
| フロア | 名称                                 |
| ------ | ------------------------------------ |
| 2階    | 暮らしのアイテムとサービスのフロア   |
| 1階    | 食品と生活雑貨・ファッションのフロア |

敷地西側の建物 (モール) 部は1階は北西側に中核店舗のマルナカがあり、南側にピロティを利用した駐車場を有し、その間に飲食店やドラッグストアのザグザグ、衣料品店等が入居している。2階は建物の南半分をケーズデンキが占めており、その他雑貨店、書籍店、教養系店舗等が入居している。
敷地南側の建物には、後述のイオンシネマのほかにカラオケボックスが入居していた。しかし、カラオケは閉店し、その後に出店したフィットネスジムも閉店した。
2022年1月25日に四国初出店となるバーガーキング、2023年4月13日に四国２号店となるサイゼリヤがオープンするなど、有名飲食チェーンの出店が続いている。
出店テナント全店の一覧・詳細情報は公式サイト「ショップ一覧」を参照。
なお敷地の西側の道路を挟んだ向かい側には立体駐車場が整備されている（元宇多津ビブレの第二立体駐車場である）。

### イオンシネマ宇多津（2015 - ）
イオンシネマ宇多津 (イオンシネマうたづ) は、イオンタウン宇多津に併設されているシネマコンプレックスである。
宇多津ビブレ閉館時点でイオングループは、新施設での映画館の扱いについては未定としていたが、前記の通り地元から復活の要望があげられたこともあり、イオンタウン宇多津のオープンと同時に再開した。再開業に伴い外装・内装は一新されている。
旧劇場より引き続き、2016年からさぬき映画祭の会場の一つとなっている。
一度閉館したシネマコンプレックスが同一の運営会社・名称・住所・建物で再開されるのは当時異例であった。
| No. | 通常席 | 車椅子席 | 備考                                            |
| --- | ------ | -------- | ----------------------------------------------- |
| 1   | 348    | 4        | - 4Kプロジェクター - 3D／ハイフレームレート対応 |
| 2   | 139    | 2        |                                                 |
| 3   | 139    | 2        |                                                 |
| 4   | 161    | 2        |                                                 |
| 5   | 161    | 2        | 3D対応                                          |
| 6   | 139    | 2        |                                                 |
| 7   | 139    | 2        | 3D対応                                          |

## 宇多津ビブレ
1990年2月1日に『ニチイ宇多津ショッピングデパート』として公示され、1994年3月20日に、マイカルのショッピングセンターとしてオープンした。直営の衣料品や食料品売り場に加えて衣料品や飲食店などのテナントからシネマコンプレックス、ホテルまで併設した宇多津町の臨海地区の中核的となる商業施設となることが企図された。
元の運営会社であるマイカルは、2001年に一部のビブレ (食料品売り場のある店舗) を『サティ』に転換する方針を打ち出して宇多津ビブレもその対象となっていたが、後に北大路ビブレと共に除外された。
2001年9月にマイカルが経営破綻 (民事再生法の適用申請) した時点で、四国地方の他の店舗はいずれも『サティ』だったため、四国に現存していた唯一の『ビブレ』であった。マイカルのイオンリテールへの吸収合併 (2011年3月1日付けでマイカルから継承) にともない、それ以降はイオンリテールにより運営されていた。
最盛期には香川県内外から客を集めていたが、同じイオングループのイオンモール綾川が系列のシネマコンプレックスを併設して開業するなど自社競合を含めた近隣の商業施設との競争の影響で集客力が低下し、2007年 (平成19年) 頃から売上が低迷して最盛期の1998年 (平成10年) 2月期の半分にまで落ち込んだ。
2013年 (平成25年) 8月に、2014年 (平成26年) 2月末での閉店が報じられる。同年10月からは最大70%引きを含む「閉店セール」を実施した。店舗は予定通り2014年2月28日をもって閉店した。イオンシネマ宇多津も同時に閉館する予定だったが、3月16日まで延長して営業された。

### イオンシネマ宇多津（1994 - 2014）
イオンシネマ宇多津（イオンシネマうたづ）は宇多津ビブレに開業当初から併設されていたシネマコンプレックス。当初の名称は『ワーナー・マイカル・シネマズ宇多津』。香川県内どころか四国で初、全国でも4番目のシネマコンプレックスであった。2013年7月1日にワーナー・マイカルシネマズがイオンシネマズと合併したのに伴い、イオンシネマ宇多津に改称した。ただし、一部の看板は閉館まで「ワーナー・マイカル・シネマズ」名義のままであった。
前期の通り、宇多津ビブレ閉店に際しては2週間あまり長く営業し、2014年3月16日に閉館となった。最終日には通常のロードショー作品のほか、香川県を舞台とした木下惠介監督の映画『二十四の瞳』が特別上映された。一時閉館以前の動員のピークは『タイタニック』が大ヒットした1998年の65万人で20年間に約850万人の利用客があった。
2014年にはさぬき映画祭の会場の一つとなり、2016年以降も2代目劇場が引き続き会場として使用されている（閉館中に開催された2015年の第9回を除く）。

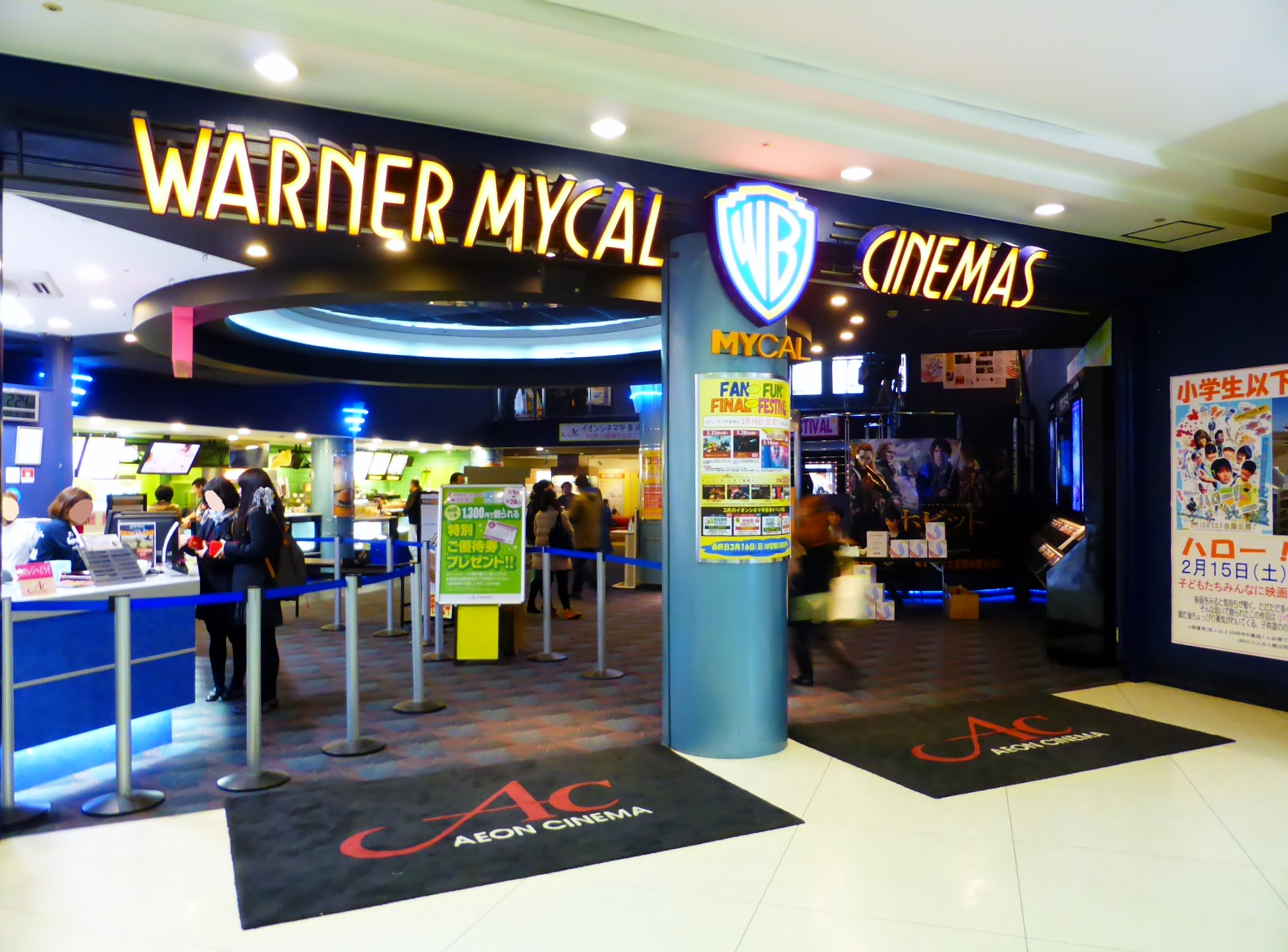
宇多津ビブレ時代の内装。2014年2月に撮影。入口のロゴがワーナー・マイカルのものになっている。

### ホテル部
宇多津駅からすぐの好立地で、上層階にはシティホテルが併設されていた。
当初はマイカルの直営で『ホテルリゾナーレ宇多津』として営業していたが、同社の経営破綻を受け2002年1月10日に閉鎖された。
その後、飲食店をテナントとして入居させていたゼンエーフーズが「ロイヤルプリンセス宇多津」として2002年 (平成14年) 7月1日に再開業したが、契約上のトラブルを理由に2003年 (平成15年) 2月末で閉鎖された。同社の飲食店も2002年末までに全て退店している。
さらに、地元の結婚式場運営会社の株式会社三貴商事が引き取り、2003年 (平成15年) 5月1日に「ホテルセントカテリーナ」として再々開業し、2012年 (平成24年) 4月からは「うたづエンタープライズ」が引き継いで営業していたが、同年8月末で3度目の閉鎖となった。三貴商事が近くで運営している結婚式場 (ウェディングチャペル セント・カテリーナ) はホテルの閉鎖後も引き続き営業している。
なお『ホテルリゾナーレ』時代には館内に温水プールや温浴施設があったが、『ロイヤルプリンセス』以降は引き継がれず、最後まで封鎖されていた。

### 主な店舗
- イオンシネマ宇多津

フロア構成
| フロア | 名称                       |
| ------ | -------------------------- |
| 3階    | 紳士・子供・住生活のフロア |
| 2階    | 婦人ファッションのフロア   |
| 1階    | 食品とシネコンのフロア     |